# Signosomopsis argentea
Signosomopsis argentea là một loài ruồi trong họ Tachinidae.